# Нестварне ствари
Нестварне ствари је једини албум новосадске рок групе Луна који је издат 1984. године. Све песме су написали Зоран Булатовић и Слободан Тишма.

## Списак песама
1. „Факир“ (3:10)
2. „Нестварне ствари“ (3:00)
3. „Вила“ (2:45)
4. „Огледало луне“ (6:50)
5. „Повратник“ (2:10)
6. „Океан“ (3:45)
7. „Амазон“ (4:07)
8. „Ламбо“ (3:48)
9. „Интима“ (5:30)
10. „Балдер на прозору“ (6:55)